# Сука любовь (фильм)
«Сука любовь» (исп. Amores perros) — драма Алехандро Гонсалеса Иньярриту по сценарию Гильермо Арриаги. Первый фильм «трилогии о смерти».
Фильм был номинирован на премию «Оскар» как лучший фильм на иностранном языке (победа досталась картине «Крадущийся тигр, затаившийся дракон») и получил премию BAFTA в этой же номинации. Всего фильм получил более 50 различных кинонаград.

## Сюжет
Мехико, конец 1990-х годов. Автомобильная авария связывает героев трёх различных историй.

### Сусана и Октавио
Октавио (Гаэль Гарсиа Берналь) влюблён в Сусану (Ванесса Бауче), жену своего брата Рамиро. Его мечта — накопить денег и уехать из города вместе с Сусаной и её ребёнком. Он решает привлечь своего пса Кофи к участию в нелегальных собачьих боях, хотя любит его настолько сильно, что хранит фотографию родного брата и собаки вместе в своём бумажнике. Кофи оказывается успешным бойцом и помогает своему хозяину зарабатывать деньги до тех пор, пока в него не стреляет владелец побеждённой им собаки. В отместку Октавио наносит ему удар ножом в живот. Пытаясь скрыться от выстрелов преследователей вместе со своим лучшим другом и раненой собакой, Октавио проезжает на красный свет и попадает в аварию, столкнувшись с машиной, в которой едет Валерия. В результате аварии его друг погибает, а сам Октавио получает тяжёлые травмы. Сусана, уставшая от грубого обращения Рамиро, который к тому же постоянно ей изменяет, поначалу принимает ухаживания Октавио и хранит у себя накопленные им деньги. Более того, Октавио нанимает людей, чтобы те избили Рамиро. Однако когда Октавио приходит к Сусане за деньгами, чтобы сделать решающую ставку на собачьих боях, он обнаруживает, что деньги пропали, а Сусана уехала с Рамиро. Вскоре Рамиро погибает, участвуя в ограблении банка. На его похоронах Октавио, только что вышедший из больницы после аварии, на костылях, вновь предлагает Сусане уехать с ним, сообщая, когда уйдёт его автобус. В последних кадрах истории видно, как Октавио не решается войти в автобус до последней минуты, но Сусана так и не приходит.

### Даниель и Валерия
Красивая фотомодель Валерия (Гойя Толедо) встречается с Даниелем (Альваро Герреро), издателем журналов, который подумывает о том, чтобы уйти от своей жены и начать совместную жизнь с Валерией. Он дарит ей новую квартиру, в окне которой видна стена с большим рекламным плакатом, на котором изображена Валерия. В первый день их переезда Валерия попадает в автомобильную аварию (её машина сталкивается с летящим автомобилем Октавио). Валерия получает серьёзную травму ноги, угрожающую её карьере фотомодели. Вернувшись из больницы, она проводит целые дни одна в своей квартире, утешаясь лишь игрой со своим любимцем, но однажды собака проваливается сквозь сломанный паркет и оказывается в подполе, откуда не появляется долгое время. Лишь изредка Валерия слышит шум и писк внизу, а вскоре обнаруживает, что под полом живут крысы. Испугавшись, что они съели её любимца, она умоляет Даниеля разобрать паркет и достать собаку, но тот не спешит внять её просьбам. Отношения в паре становятся напряжёнными. Даниель уже не рад, что оставил жену с детьми. Наконец Валерия встаёт с коляски, пытаясь помочь своему пёсику, но падает и вновь травмирует ногу, что приводит к гангрене, и доктор вынужден ампутировать ногу Валерии. Отныне последний шанс вернуться к карьере манекенщицы для неё утрачен. Потерявшая смысл жизни, Валерия смотрит в окно, где со стены напротив уже давно сняли её фотографию. В итоге Даниель спасает собаку, но Валерия уже не обращает на неё внимания. В последних кадрах видно, как Даниель обнимает её за плечи.

### Эль Чиво и Мару
Эль Чиво (Эмилио Эчеварриа) — в прошлом уважаемый человек и профессор в университете, который примкнул к повстанцам, партизанил, впоследствии был пойман и много лет провел в тюрьме. Эль Чиво безумно любит свою дочь, которая считает его умершим, и надеется на то, что она узнает его. Сам он живёт как никому неизвестный бездомный в лачуге вместе с собаками, о которых постоянно заботится, однако на самом деле он профессиональный наёмный убийца. Однажды Эль Чиво получает от одного клиента заказ на убийство его партнёра по бизнесу. Заказ прерывает автокатастрофа, в которую попали Октавио и Валерия. В суматохе, вызванной аварией, Эль Чиво забирает себе деньги и раненую собаку Октавио — Кофи и выхаживает её. Вскоре, придя домой, обнаруживает, что в его отсутствие спасённая собака перегрызла всех остальных. Горячо оплакивая гибель любимых собак, Эль Чиво всё же прощает пса. Вновь приступив к делу, он похищает цель и узнаёт, что клиент заказал убийство собственного сводного брата. Эль Чиво решает устроить клиенту очную ставку с братом и оставляет их одних, положив между ними оружие так, что обоим даже из их текущего положения несложно дотянуться до него. Дав братьям право самим решать свою судьбу, Эль Чиво направляется в дом своей дочери. Там он оставляет ей сообщение на автоответчике, свою фотографию и кучу накопленных денег, а затем, взяв с собой пса, получившего от него кличку Чёрный, уходит из города, так и не сумев найти в себе сил встретиться с дочерью.

## В ролях
| Актёр                | Роль     |
| -------------------- | -------- |
| Хорхе Солинас        | Луис     |
| Альваро Герреро      | Даниель  |
| Гойя Толедо          | Валерия  |
| Эмилио Эчеварриа     | Эль Чиво |
| Ванесса Бауче        | Сусана   |
| Гаэль Гарсия Берналь | Октавио  |
| Марко Перес          | Рамиро   |
| Родриго Мюррей       | Густаво  |
| Умберто Бусто        | Хорхе    |
| Херардо Кэмпбелл     | Маурисио |
| Лурдес Эчеварриа     | Мару     |